# Phacelia douglasii
Phacelia douglasii är en strävbladig växtart som först beskrevs av George Bentham, och fick sitt nu gällande namn av John Torrey. Phacelia douglasii ingår i Faceliasläktet som ingår i familjen strävbladiga växter. Utöver nominatformen finns också underarten P. d. petrophila.